# المؤسسة الإسلامية الثقافية والتربوية
المؤسسة الإسلامية الثقافية والتربوية (بالصينية中國回教文化教育基金會; بالبينيين Zhōngguó Huíjiào Jiàoyù Wénhuà Jījīn Huì، وتختصر بـ CICEF)، هي منظمة إسلامية صينية في جمهورية الصين، وهي أول مؤسسة إسلامية ثقافية تربوية في تايوان، يقع مقر الجمعية في مسجد تايبيه الكبير في تايبيه.

## التاريخ
تأسست المؤسسة في عام 1976 من قبل الاخوة تشانغ زيكسوان (常子萱) وتشانغ زيتشون (常子春) حيث أنهم تبرعو 3 ملايين دولار تايواني جديد لإنشاء المؤسسة، وتم تسجيل المؤسسة 1982.

## الأنشطة
تقوم المؤسسة بالعديد من الأنشطة مثل نشر الثقافة الإسلامية والعقيدة والوعظ وتقديم المنح الدراسية للطلاب المحتاجين ورعاية ترجمة الكتب الإسلامية وتعزيز التواصل والتعاون بين المسلمين في جميع أنحاء العالم.
كما يقدمون جوائز لمن يساهمون في الشؤون الإسلامية، الذين عملت أعمالهم الكتابية على تعزيز المنح الدراسية الإسلامية، وأسهموا إسهاما كبيرًا في العمل الوطني والديني والاجتماعي أو الذين يكونون كنموذج للشباب الإسلامي.